# 나카무라 사토루 (역사학자)
나카무라 사토루(中村哲, 1931년 7월 15일 ~ )는 일본의 역사학자이다. '중진자본주의론'을 주창, 한국의 '식민지현대화론'(식민지근대화론)에 영향을 미쳤다.

## 생애
1955년 3월 교토대 문학부 사학과를 졸업했다. 교토대 대학원 문학연구과를 거쳐 교토대 인문과학 연구소 조수 등으로 일했다. 1969년 4월부터 교토대 조교수를, 1976년부터는 교토대 경제사 강좌 담임 교수를 맡아 1995년 3월까지 교토대 교수로 일했다. 이후 후쿠이현립대학, 가고시마국제대학 명예교수를 역임했다.

## 주장
기존 역사학이 서양 중심주의에 치우친 탓에 비(非) 서구사회를 무시하거나 부차적 존재로 보는 점을 비판하며, 동아시아 등 비 서구사회를 주체로 포함한 다원적 세계사를 재구성할 필요가 있다고 주장했다. 이를 위해 메이지유신사, 전근대사회구조론, 소경영이론, 근대세계구조론, 동아시아자본주의 논쟁 등 광범위한 분야를 연구했다.

## 논문 및 저서
- 동아시아 역사교과서는 어떻게 쓰여 있을까, 국역 2006, 에디터 간
- 동아시아 역사상의 재구성, 국역 2005, 혜안 간